# Walincourt-Selvigny
Walincourt-Selvigny ist eine französische Gemeinde mit 2091 Einwohnern (Stand 1. Januar 2022) im Département Nord in der Region Hauts-de-France. Sie gehört zum Arrondissement Cambrai und zum Kanton Le Cateau-Cambrésis. Die Bewohner werden Walincourtois und Walincourtoises genannt.

## Geografie
Die Gemeinde Walincourt-Selvigny liegt 24 Kilometer nördlich von Saint-Quentin und 15 Kilometer südöstlich von Cambrai.
Nachbargemeinden sind Haucourt-en-Cambrésis im Norden, Ligny-en-Cambrésis und Caullery im Nordosten, Clary im Osten, Élincourt im Südosten, Dehéries und Malincourt im Süden, Crèvecœur-sur-l’Escaut im Südwesten sowie Esnes im Westen und Nordwesten.

## Geschichte
Die Gemeinde Walincourt-Selvigny wurde durch Zusammenschluss der Gemeinden Walincourt und Selvigny am 8. Oktober 1972 gebildet.

Wappen Selvigny
Wappen Walincourt

### Bevölkerungsentwicklung
| Jahr                       | 1962 | 1968 | 1975 | 1982 | 1990 | 1999 | 2012 | 2021 |
| -------------------------- | ---- | ---- | ---- | ---- | ---- | ---- | ---- | ---- |
| Einwohner                  | 2181 | 2377 | 2340 | 2233 | 2168 | 2105 | 2106 | 2112 |
| Quellen: Cassini und INSEE |      |      |      |      |      |      |      |      |

## Sehenswürdigkeiten

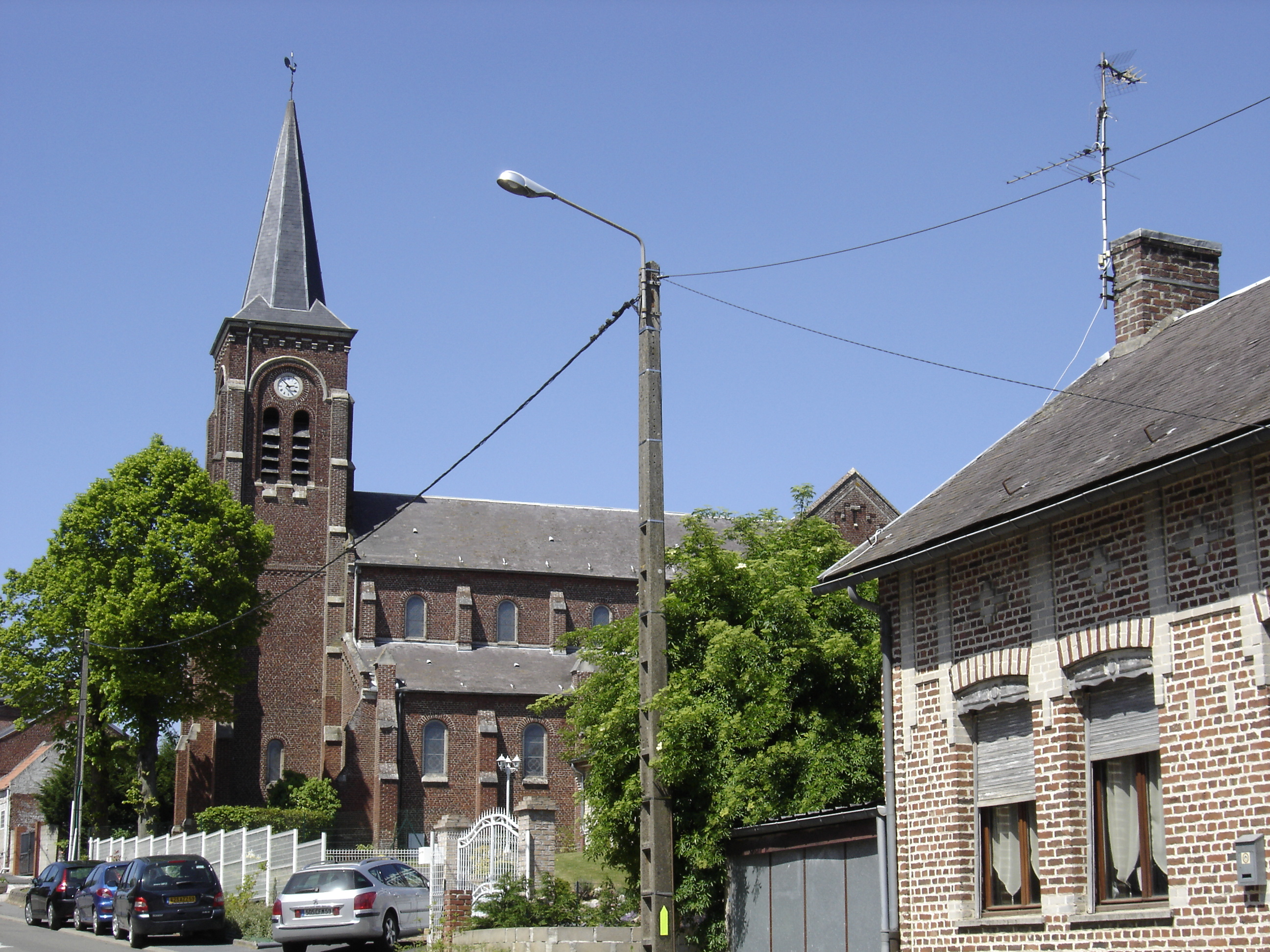
Kirche Saint-Martin in Selvigny
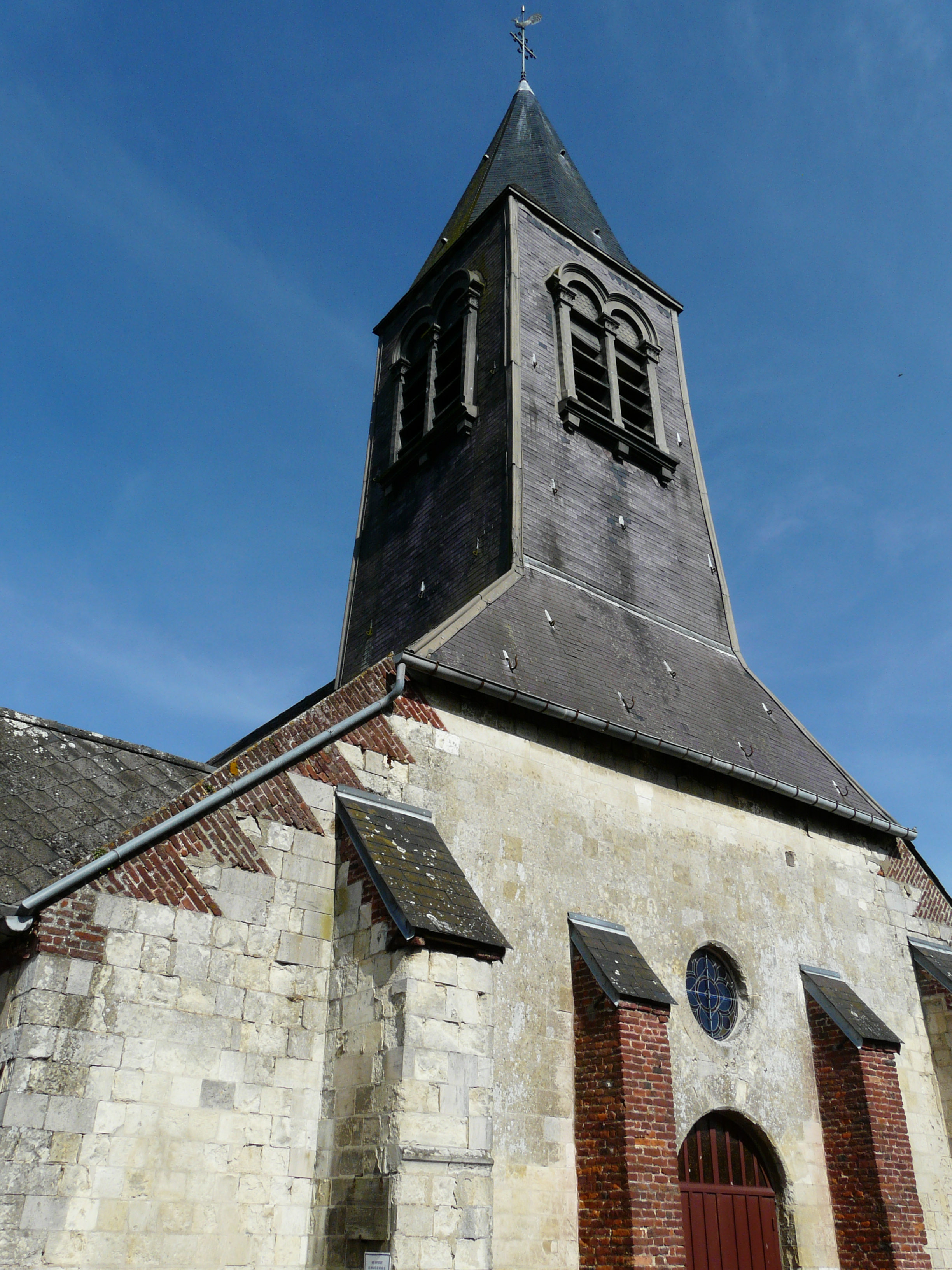
Kirche Saint-Pierre
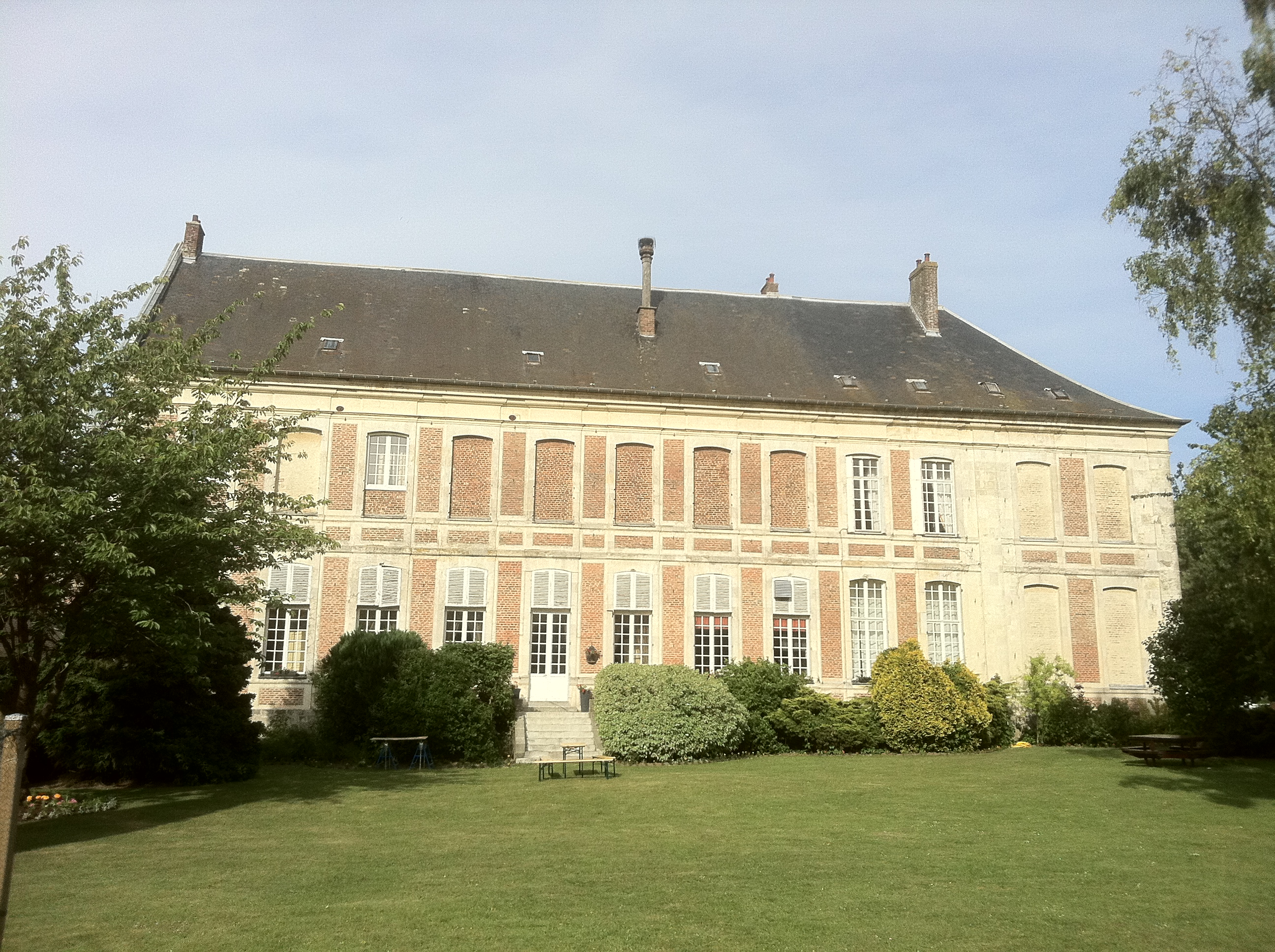
Abtei der Wilhelmiten in Walincourt, gegründet 1255
- Schloss Walincourt
- Schloss Sorval
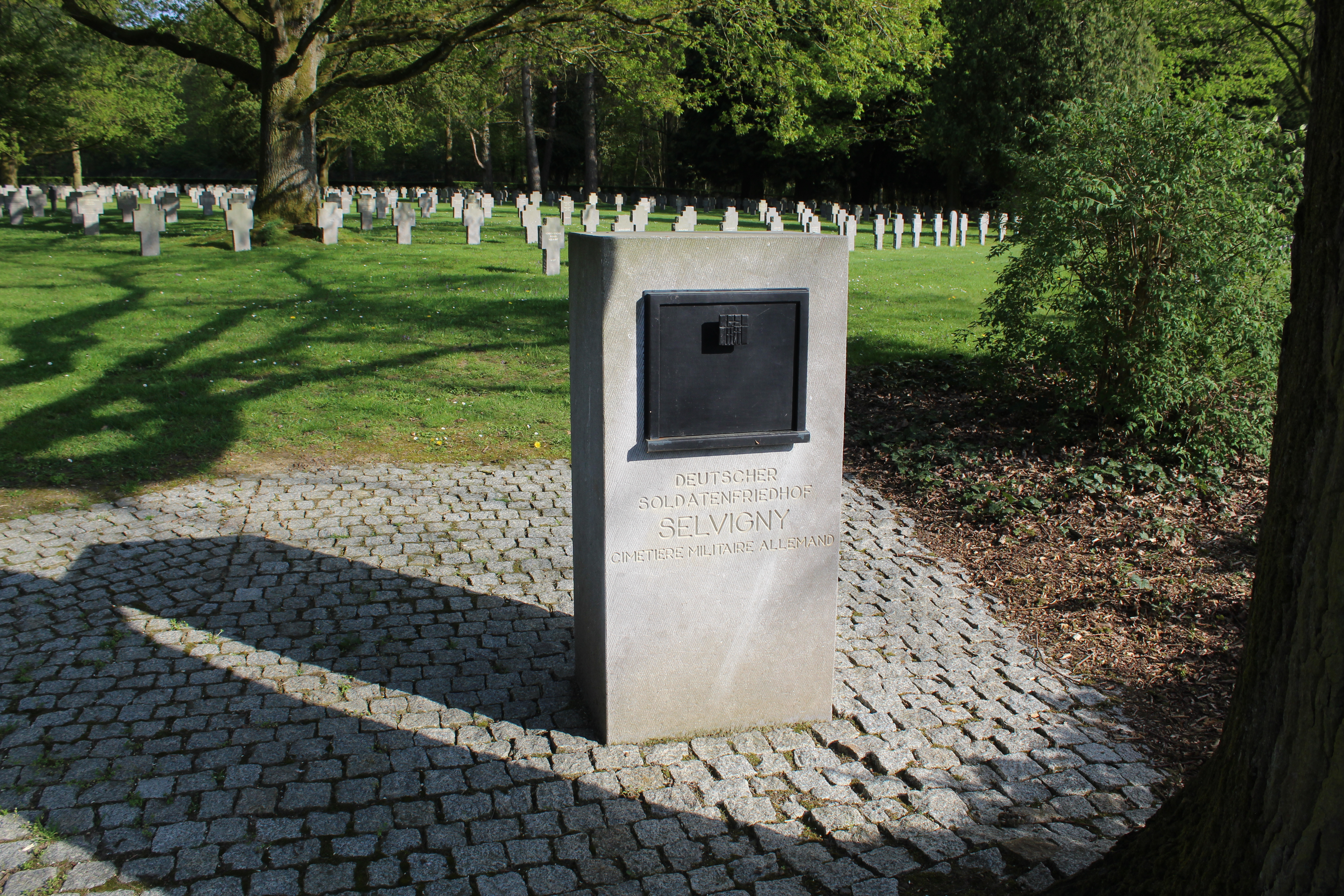
Deutscher Soldatenfriedhof
- Wasserturm
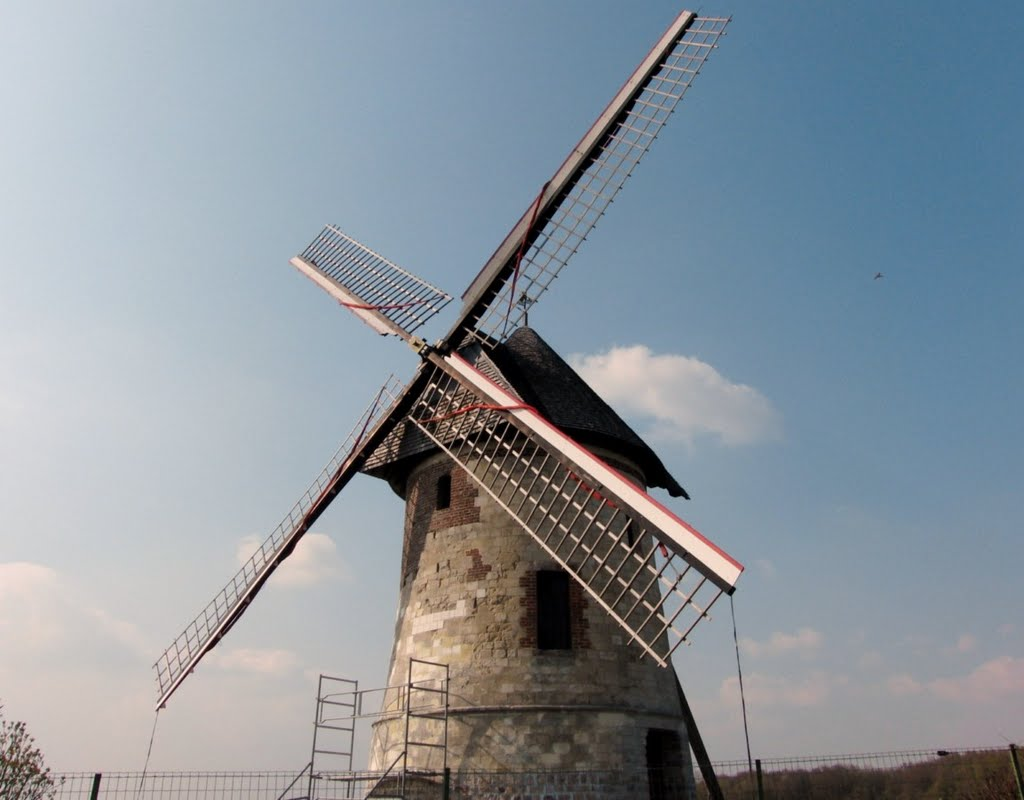
Windmühle „Brunet“
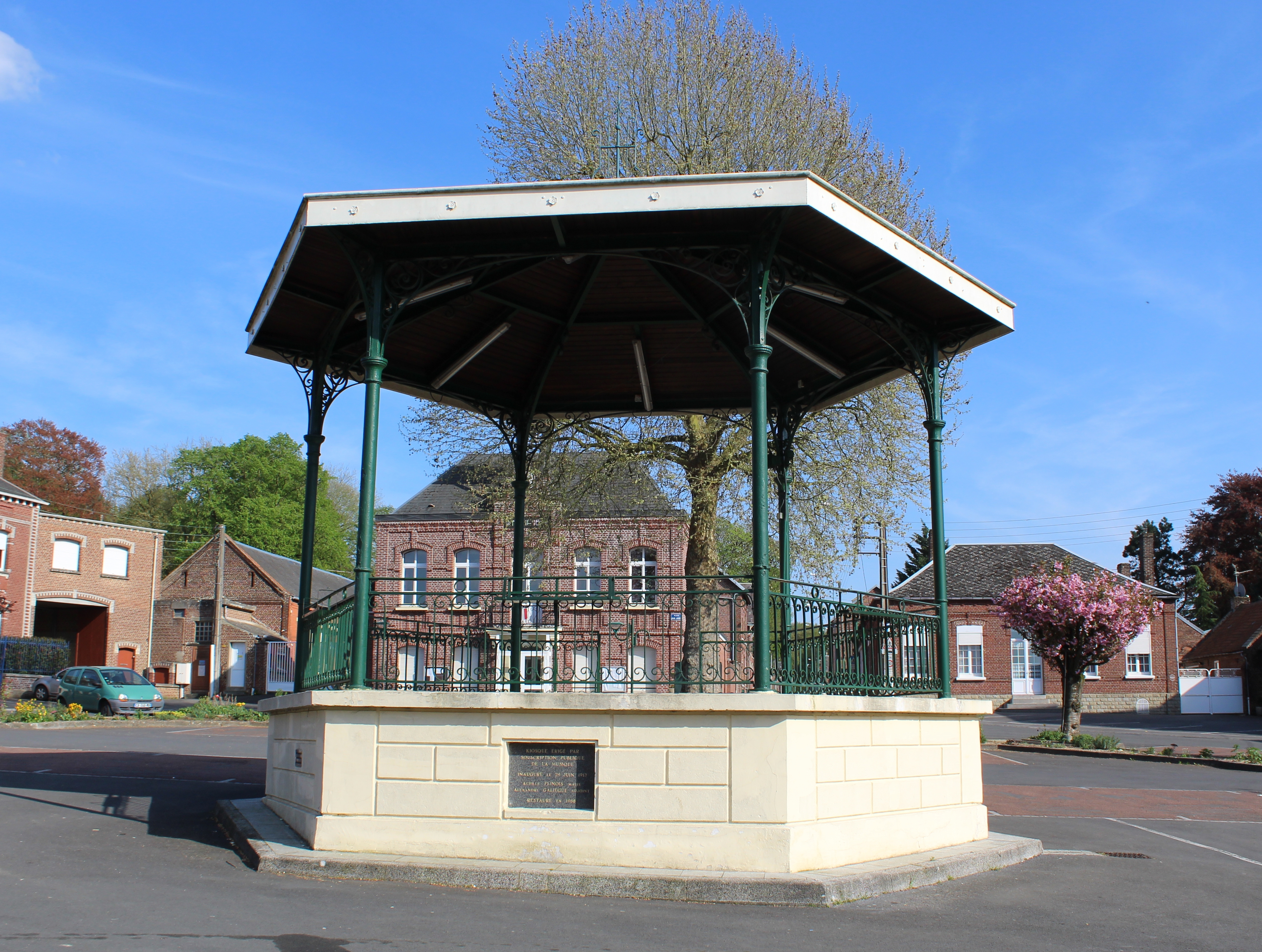
Musikpavillon

- Kirche Saint-Martin in Selvigny
- Kirche Saint-Pierre in Walincourt
- Wilhelmiten-Abtei
- Deutscher Soldatenfriedhof
- Windmühle „Brunet“
- Musikpavillon

## Partnerstadt
- Selm in Deutschland